# Związek drużyn
Związek drużyn – rodzaj pośredniej struktury w organizacjach harcerskich, istniejącej pomiędzy gromadami, drużynami i kręgami, a szczeblem wyższym.

## Związek Harcerstwa Polskiego
W ZHP związek drużyn jest dobrowolną wspólnotą jednostek organizacyjnych (drużyn, gromad, kręgów i klubów specjalnościowych). Może być utworzony na wniosek szefów co najmniej trzech (dawniej: pięciu) podstawowych jednostek organizacyjnych. Nie wymaga się, aby tworzyły one ciąg wychowawczy jak jednostki funkcjonujące w szczepie.
Celami działania związku drużyn są: wspieranie działalności jednostek wchodzących w skład związku drużyn oraz utrzymanie i wspieranie rozwoju kadry.
Związek drużyn nie ma wyłączności terytorialnej na obszarze swego działania – na tym samym terenie mogą działać inne jednostki ZHP, niewchodzące w skład tego związku drużyn.
Związek drużyn powołuje właściwa komenda hufca. Kieruje nim i odpowiada za jego pracę komenda związku drużyn, na której czele stoi komendant – pełnoletni instruktor wybrany przez drużynowych. Jest on mianowany na funkcję przez właściwego komendanta hufca. Komendant związku drużyn musi być przeszkolony do pełnionej funkcji. Zalecane jest, by miał minimum stopień podharcmistrza. W związku drużyn mogą być inni funkcyjni, których mianuje i odwołuje rozkazem komendant związku drużyn. Nie dotyczy to drużynowych i szefów klubów specjalnościowych, których mianuje i odwołuje komendant hufca. Nadzór i kontrolę nad działalnością związku drużyn sprawuje komenda hufca oraz – w zakresie jego działalności pod względem legalności, rzetelności, gospodarności i celowości – komisja rewizyjna hufca.
Jako związek drużyn może działać również harcerski klub specjalnościowy, skupiając gromady, drużyny i kręgi z danego terenu, posiadające miano Drużyny Specjalnościowej, tej samej specjalności2018-05.

## Związek Harcerstwa Rzeczypospolitej
W ZHR związkiem drużyn jest struktura, istniejąca pomiędzy podstawowymi jednostkami organizacyjnymi a chorągwią, która skupia gromady zuchów, drużyny harcerzy, drużyny wędrowników działające na obszarze jednej lub więcej gmin. Związek drużyn liczy do pięciu jednostek.
Związek drużyn powołuje właściwy komendant chorągwi. Kieruje nim i odpowiada za jego pracę  komendant związku drużyn – instruktor ZHR w stopniu harcmistrza lub podharcmistrza, którego wybiera zbiórka instruktorów związku drużyn, a mianuje i odwołuje właściwy komendant chorągwi. Komendant związku drużyn może powołać spośród instruktorów związku drużyn komendę związku drużyn, służącą mu pomocą w kierowaniu związkiem drużyn. 
Zadaniem związku drużyn jest:
- troska o stały rozwój jednostek organizacyjnych w związku drużyn i podnoszenie poziomu ich pracy wychowawczej,
- kształcenie i systematyczne podnoszenie poziomu kadry do funkcji drużynowego włącznie,
- kreowanie kandydatów na instruktorów,
- inspirowanie i pomoc organizacyjna w pełnieniu służby w środowisku działania związku drużyn,
- kontrola i koordynacja pracy jednostek organizacyjnych wchodzących w skład związku drużyn,
- organizowanie współpracy z kołem przyjaciół harcerstwa przy związku drużyn oraz innymi osobami wspierającymi pracę hufca,
- nadzór nad przestrzeganiem regulaminów ZHR oraz wykonywaniem decyzji władz Związku,
- włączanie instruktorów w życie związku drużyn,
- organizowanie szkoleń zastępowych[potrzebny przypis].